# Тип 88 (ЗСУ)
Тип 88 (PGZ88) — китайская зенитная самоходная установка, представленная в 1989 году. Не была принята на вооружение.

## Вооружение
ЗСУ Type 88 вооружена двумя 37-мм пушками. Вооружение этой машины было заимствовано из буксируемой спаренной зенитной пушки Тип 74. Тип 88 оснащен автоматом заряжания. Пушки также могут применяться против наземных целей и лёгкой бронетехники.
Тип 88 оснащен обзорной РЛС, оптическим прицелом, электрооптическим наведением, баллистическим вычислителем и системой идентификации «свой-чужой». Радар ЗСУ имеет дальность обнаружения 15 км и высоту 3 км.

## Броня
Тип 88 имеет очень тонкую броню, которая защищает лишь от огня стрелкового оружия.